# Habibullah Ghaleb
Habibullah Ghaleb (* 1939 in Kohistan, Kapisa) ist ein afghanischer Politiker. Er studierte Rechtswesen in Afghanistan und Ägypten und war in verschiedenen Positionen im afghanischen Justizministerium tätig. Ghaleb verbrachte mehrere Jahre im Exil in Pakistan und den Vereinigten Staaten. Im Januar 2010 wurde er Justizminister im Kabinett von Hamid Karzai.

## Leben
Er graduierte 1962 auf der Universität Kabul, erhielt 1964 seinen Bachelor und arbeitete anschließend im afghanischen Justizministerium. 1967 ging er für zwei Jahre nach Ägypten an die al-Azhar-Universität in Kairo. Er erhielt seinen Master in Vergleichendem Islamischen Recht und veröffentlichte seine Dissertation mit dem Titel „Gesetzmäßigkeit von Verbrechen und Strafe“. Anschließend arbeitete er bis zum Beginn der Sowjetischen Intervention 1978, im Zuge derer er inhaftiert wurde, wieder im afghanischen Justizministerium. Nachdem er zwei Jahre später freikam, emigrierte er nach Pakistan.
Von 1994 bis 1995 diente er als stellvertretender afghanischer Generalstaatsanwalt. Während der Herrschaft der Taliban verbrachte er mehrere Jahre in den Vereinigten Staaten.
2006 lehnte ihn die Wolesi Dschirga als 9. Richter am Obersten Gericht Afghanistans ab (88 Stimmen für ihn, 88 Stimmen gegen ihn bei drei Enthaltungen).
Am 9. Januar 2010 wurde er von Hamid Karzai zum Justizminister berufen. Im Juni 2012 erregte er internationales Aufsehen, da er Frauenhäuser mit Bordellen gleichgesetzt hatte. EU-Außenbeauftragte Catherine Ashton zeigte sich „zutiefst beunruhigt“ über die Äußerungen.

## Persönliches
Ghaleb spricht Dari, Pashtu und Englisch.